# (66836) 1999 UM48
1999 يو أم 48 (ويعرف أيضًا باسم (66836) 1999 يو أم 48 وفق تسمية الكوكب الصغير) (بالإنجليزية: 1999 UM48)‏ هو كويكب ضمن حزام الكويكبات؛ وترتيبه 66836 من حيث الاكتشاف.
اكتُشف هذا الجُرم الفلكي بواسطة ماسح السماء كاتالينا في 30 أكتوبر 1999.

## وصلات خارجية
- (66836) 1999 UM48 في قاعدة بيانات مختبر الدفع النفاث لأجرام النظام الشمسي الصغيرة

- الاكتشاف · مخطط المدار ·  العناصر المدارية · المعلمات المادية

- (66836) 1999 UM48 على موقع ويكي سكاي: DSS2, SDSS, GALEX, IRAS, Hydrogen α, X-Ray, Astrophoto, Sky Map, Articles and images